# Буценівка (зупинний пункт)
Буценівка — зупинний пункт Одеської залізниці. Розташований між селами Буцинівка та Мільярдівка Роздільнянської громади Одеської області, за 12 км на південь від Роздільної по залізниці Подільськ—Одеса.
Тут роблять зупинку електропоїзди Одеса-Роздільна-Мигаєве, Одеса-Вапнярка (крім одного прискореного рейсу) та Одеса-Балта. Швидкі поїзди не зупиняються, натомість мають зупинку в Роздільній.